# Vizsla
El vizsla, también conocido como braco húngaro, es una raza de perro originaria de Hungría. Es un perro de caza utilizado para este propósito o como animal de compañía, de tamaño mediano y pelo corto. Combina las características del perro de muestra y del perro cobrador. Es muy activo, por lo que requiere de ejercicio diario, y está dotado de musculatura. Tiene un promedio de vida de 10 a 14 años, tiene un gran olfato y se mueve bien por agua y por tierra. La raza fue usada para la caza en la cetrería y halconería antes de inventarse las armas de fuego y es un perro muy admirado en Europa central. El vizsla es el perro nacional de Hungría y aparece por primera vez en ilustraciones del siglo X.

## Historia

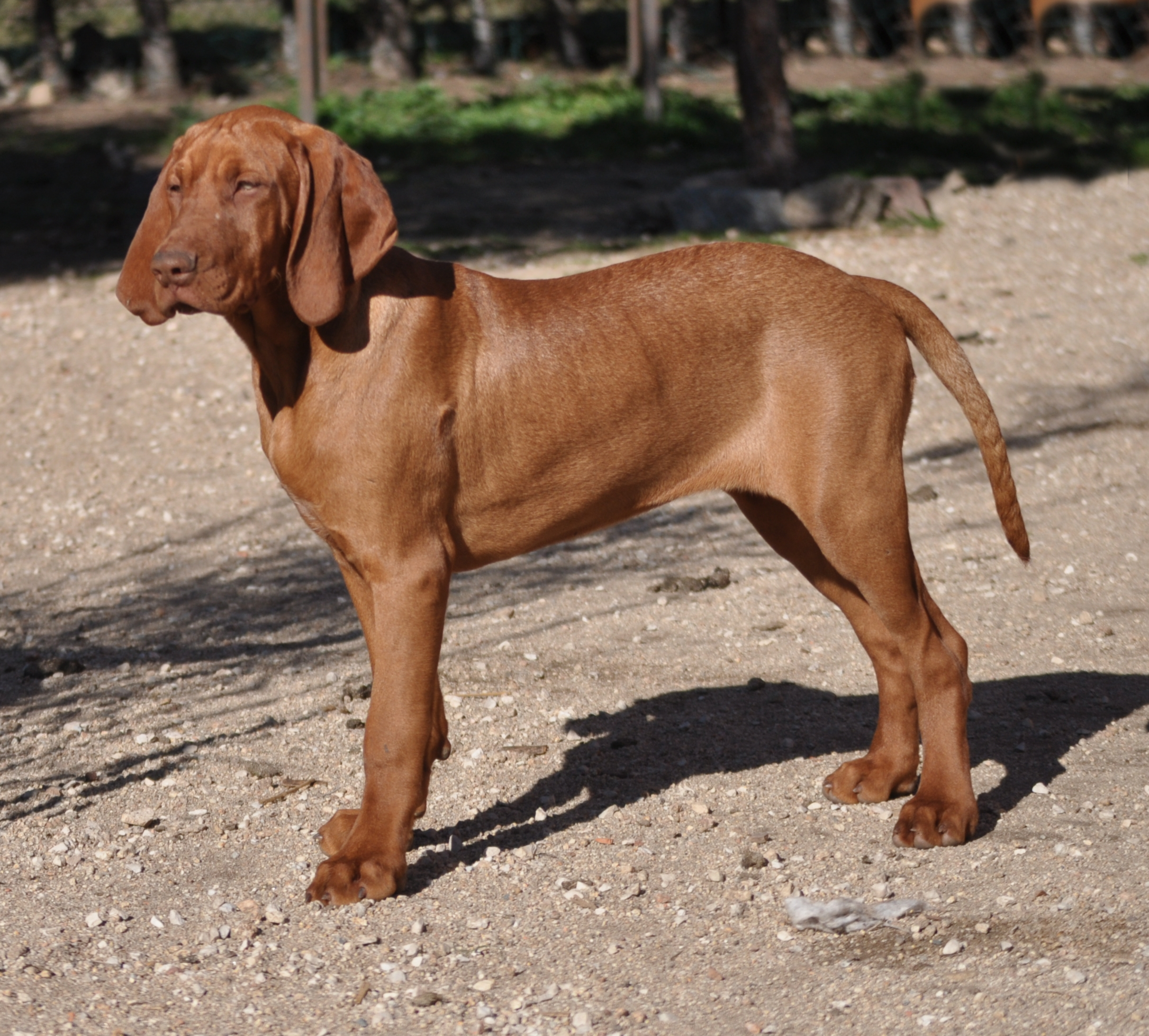
Cachorra vizsla de 4 meses.

Los antepasados del Vizsla, como el sabueso de Panonia, eran cazadores y acompañantes de las tribus magiares, ubicadas en lo que ahora es Hungría. Los agricultores húngaros crearon un perro de olfato superior y alta capacidad de caza, adaptado al clima de Hungría (cálido y templado) y activo en juegos de esos tiempos como atrapar conejos y aves acuáticas en la altiplanicie. Estuvo a punto de extinguirse durante las guerras mundiales pero salió adelante. Se exportó a los EE. UU. en 1950.[cita requerida]
La raza se originó en la Hungría rural, en las amplias llanuras formadas el este del Danubio. Como es habitual se intentan documentar los orígenes de una raza desde épocas anteriores al Medievo lo cual es muy ambicioso y desproporcionado. Una raza determinada de perros se selecciona y cría para un fin determinado; sin este fin que conlleva una cría selectiva que preserva las cualidades deseadas, no hay tal raza, sino un tipo morfológico asociado a una región geográfica. En el caso del Vizsla, ese objetivo que conformó a los primeros ejemplares de la raza y sus características, lo encontramos en la nobleza rural y su afición a la cetrería, donde se necesita un perro halconero que levante las piezas. Los cruces del perro weimaraner y el pointer alemán de pelo corto nos dan el tipo antiguo de vizsla, un perro ágil, activo, de color amarillo dorado, versátil para la caza y rastreador incansable. 
Es en el siglo XIX cuando se introduce sangre de braco alemán y pointer, el tipo de caza practicada cambia con la introducción y uso generalizado de las armas de fuego y ahora se desea un perro de muestra, que marque la posición de las piezas y las levante cuando sea menester. Es en este momento en el que se da forma al Braco Húngaro actual un perro de rastro y muestra de pelo y pluma, con aptitud para el cobro, resolutivo para campo y terrenos pantanosos, apasionado por la caza pero aún más por su dueño. Para preservar y promocionar tan magnífico animal se crea en 1924 el Magyar Vizsla Klub fijando el actual tipo morfológico. Y la raza es reconocida por la FCI (de la que España es miembro) en 1936 con el n.º estándar 57 y el nombre de Rövidszöru Magyar Vizsla (Braco Húngaro de pelo corto).

## Estándar
- Cabeza: Delgada, noble, bien proporcionada. El cráneo presenta una amplitud moderada y es ligeramente arqueado. Es visible la depresión media del cráneo superior que recorre desde la protuberancia occipital ligeramente desarrollada hasta la frente. El Stop es moderado. La caña nasal es siempre recta. El hocico debe ser cuadrado, no muy largo, ancho; la cara anterior de la trufa debe estar bien desarrollada con ventanas amplias. La longitud del hocico (mordida desde la punta de la nariz hasta la línea recta que une la órbitas) debe ser en todos los casos menor del 50% de la longitud total de la cabeza. El maxilar inferior presenta buen desarrollo buena musculatura. La mordida es fuerte, los incisivos coinciden a una mordida de tijera normal. Los labios adyacentes a la dentadura no deben colgar. Los ojos tienen forma ligeramente ovalada. La expresión es vivaz e inteligente. Los párpados están bien adheridos. El color del pelaje armoniza con el color de los ojos; es deseable un tono más oscuro de los ojos.
- Orejas: Semilargas, de inserción un poco alta y posterior; cuelgan planas hacia la cara. Cubren perfectamente el canal y auditivo tienen la forma de una "V" redondeada.
- Cuello: Medianamente largo, musculoso, ligeramente arqueado, sin papada y bien conveniente al cuerpo.
- Cuerpo: Fuerte y bien proporcionado, un poco más largo que en las razas de constitución cuadrada. La región de la cruz es musculosa y marcada. La espalda es corta y recta, el lomo firme, la línea dorsal se redondea ligeramente hasta la implantación de la cola. El tórax es moderadamente ancho, profundo y alcanza hasta la altura del codo. Las costillas son moderadamente arqueadas. Los hombros presentan musculatura bien desarrollada; los omóplatos están en posición correspondiente con libertad en sus movimientos.
- Extremidades: Los miembros anteriores son rectos con huesos fuertes, los codos muy cercanos al cuerpo. Los miembros posteriores poseen buena musculatura, están moderadamente angulados y los corvejones colocados relativamente bajos. Los dedos son fuertes, bien arqueados y juntos. Los pies son un poco ovalados. Las uñas son fuertes y las almohadillas elásticas y duras.
- Cola: Presenta una inserción relativamente baja, es moderadamente fuerte y muestra un adelgazamiento hacia la punta; en su extremo forma una curva ligera hacia arriba. Forma una unidad estética con el resto del cuerpo. La cola puede ser cortada en tres cuartas partes de su longitud total. Sin embargo, no es obligatorio un corte de una cola regularmente llevada en forma horizontal.
- Piel: La piel es firme, sin arrugas ni pliegues. Debe estar pigmentada: la nariz de color carne, los labios, el borde de los párpados y las uñas de color café, las almohadillas de color gris pizarra.
- Pelaje: El pelaje es denso, pegado el cuerpo, corto, recto y áspero. El vientre tiene poco pelo. El pelo es más bien corto y suave con las orejas; el de la cola es más largo.
- Color: Amarillo como un panecillo (color óxido), o diversas tonalidades de leonado arena. No se consideran como faltas manchas o puntos blancos pequeños en el pecho o en los pies. Las manchas en el pecho y en el cuello sólo se consideran como faltas si presentan un diámetro mayor a los 5 cm.
- Movimiento: Cubre mucho terreno con impulso y con ligereza. En llano presenta un característico galope balanceado y resistente.
- Tamaño: La talla ideal para el macho es de 58-64 cm, para las hembras es de 54-60 cm. Son tolerantes las variaciones de más o menos 2 cm, siempre y cuando el cuerpo permanezca armónico. La armonía del cuerpo en reposo y durante el movimiento es mucho más importante que las medidas expresadas en centímetros.

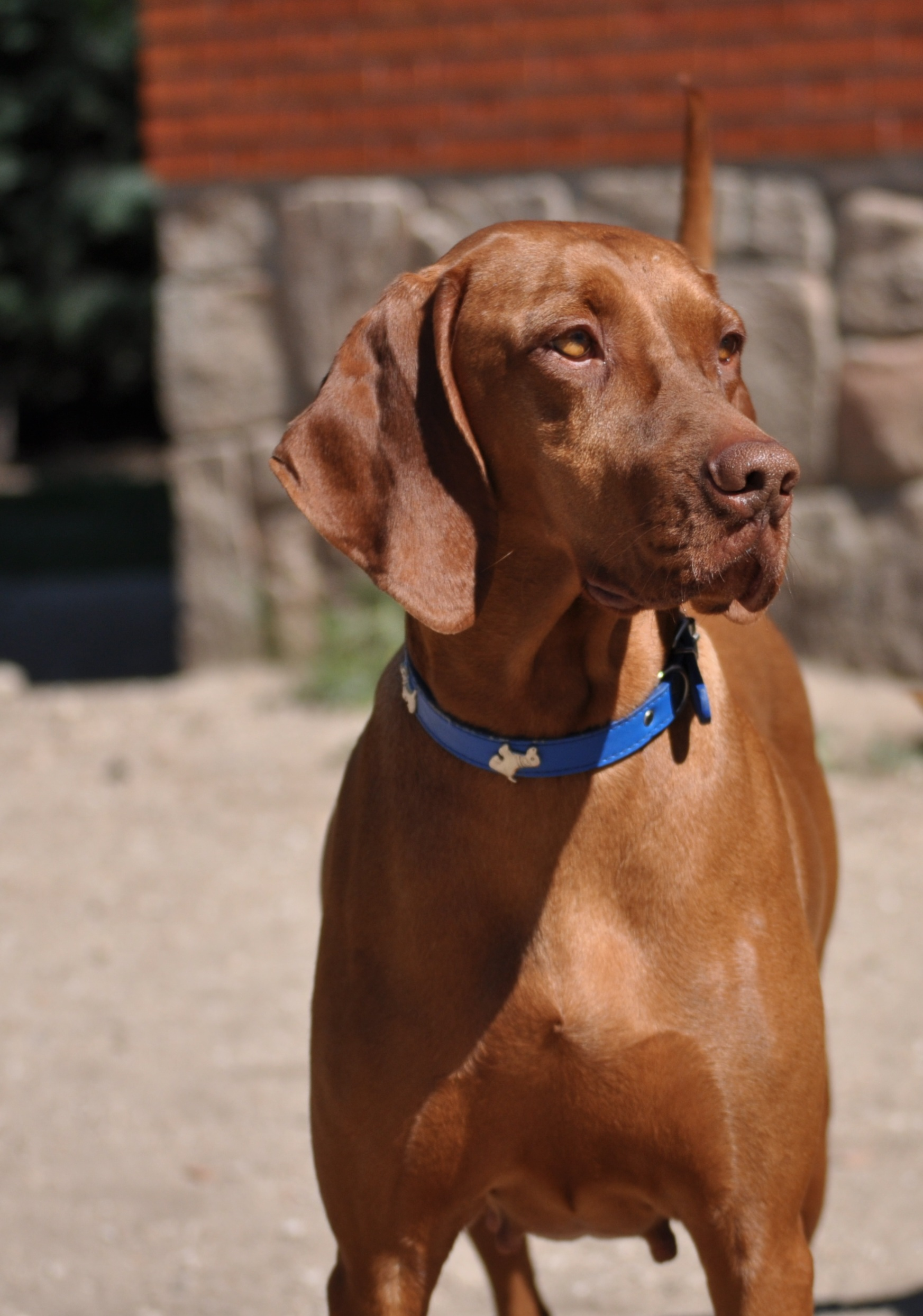
Hembra adulta de vizsla.

### Faltas
Cualquier desviación de los criterios antes mencionados debe considerarse como falta y la gravedad de ésta se considera al grado de la desviación del estándar.
- Faltas de tipo: Todas las deficiencias que afectan la estructura y la constitución corporal se consideran como faltas de tipo, cuando afectan desfavorablemente el movimiento armónico y el deseo de trabajar.
- Faltas importantes: Se consideran como faltas importantes: una constitución demasiado fina o demasiado tosca y una desviación notable de las medidas estipuladas, proporciones insuficientes, un cuerpo muy bajo o muy alto, así como un trasero peralto.
- Región de la cabeza: Las faltas que se observan en la región de la cabeza tienen una importancia mayor cráneo mal proporcionado, demasiado ancho o estrecho, frente muy angosta, cabeza afilada, cóncava o en forma de cúpula, cabeza de sabueso, una depresión fronto-nasal muy marcada, hocico puntiagudo o corto caña nasal convexa (o de carnero).

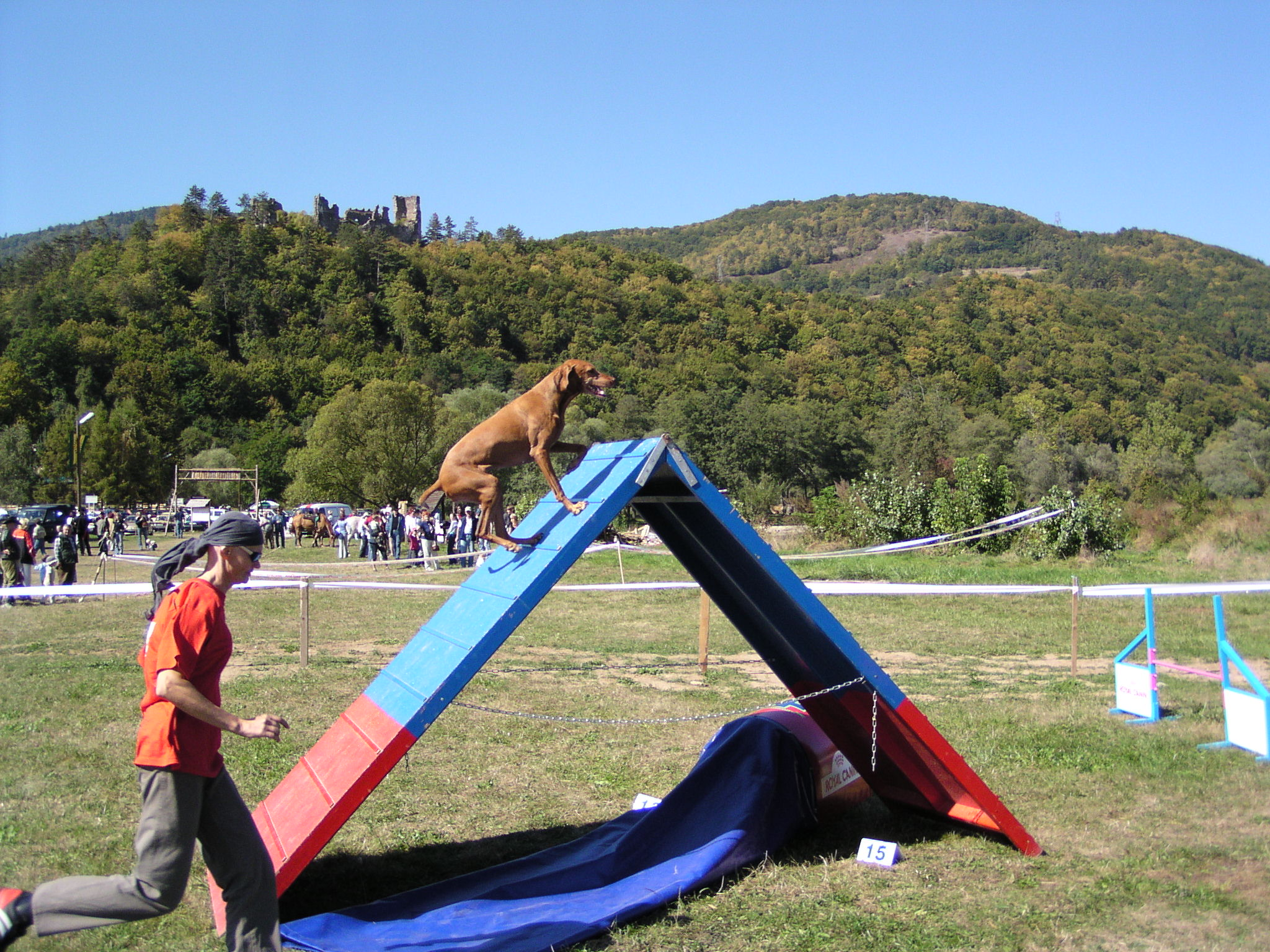
Vizsla en competición de agility.

También son faltas graves los labios colgantes, piel suelta en la cabeza, ojos pequeños que no están bien proporcionados, demasiado juntos, ojos hundidos o prominentes, ojos de color claro, párpados colgantes, mirada poco expresiva o aviesa, orejas de inserción muy alta o muy baja, orejas retorcidas o estrechas, mordida que no cierra en forma regular, prognatismo superior o inferior hasta el espacio entre los incisivos superiores e inferiores no es mayor de 2 mm. También una desviación lateral de la mordida, dientes rígidos hacia afuera, dientes de color amarillo, y una papada no demasiado sustancial en el cuello.
- Cuerpo: Musculatura débil, espalda y lomo vencidos, pelvis estrecha grupa corta o muy inclinada. Cruz hundida, hombros sueltos, tórax demasiado ancho o de poca profundidad, costillas planas. En las hembras, vientre colgante posterior al parto.
- Extremidades: Posiciones que se desvían de la normalidad. Angulaciones defectuosas. Pies sueltos, muy largos o separados.
- Cola: inserción alta o cola llevada por encima de la línea horizontal.
- Pelaje: Delgado, sedoso, muy corto o fino como en los ratones, todas las formas de desviaciones del pelo corto.
- Color: No es deseable el color café oscuro, rojo o leonado claro. Una raya oscura en el dorso (raya del rey), que depende frecuentemente del tipo de alimentación, no es una falta importante. Las manchas o los puntos blancos en el pecho y en el cuello sólo se consideran como faltas si presentan un diámetro mayor a los 5 cm.

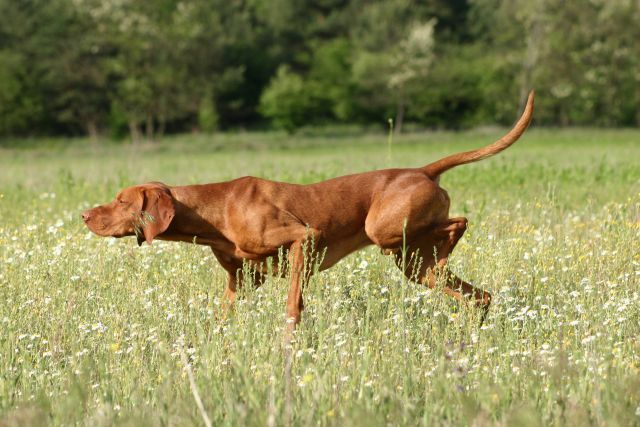
Vizsla apuntando.

- Faltas decalificables: Desviaciones notorias en el carácter de la raza. Variaciones mayores que las medidas estipuladas. Abigarrado, manchado, grandes manchas blancas en el pecho, pies blancos. Hocico puntiagudo, cráneo estrecho parecido a la forma del cráneo del lebrel o grueso parecido a la forma del cráneo del braco. Ojos claros, grises u ojos de color diferente (anisocromía). Entropión, ectropión. Caña nasal convexa (o nariz de carnero). Trufa de color rosa, gris pizarra, negra o manchada y labios e iris con pigmentación negra. Prognatismo superior o inferior mayor de 2 mm, así como mordida cruzada. Belfos pendulosos y babeantes. Papada notable en el cuello. Color del pelaje más claro del amarillo cera o café muy oscuro. Perros de temperamento tímido, albinos o con un sistema nervioso debilitado. Movimiento defectuoso, muy limitado. Displacía de cadera comprobada.

## Temperamento y comportamiento

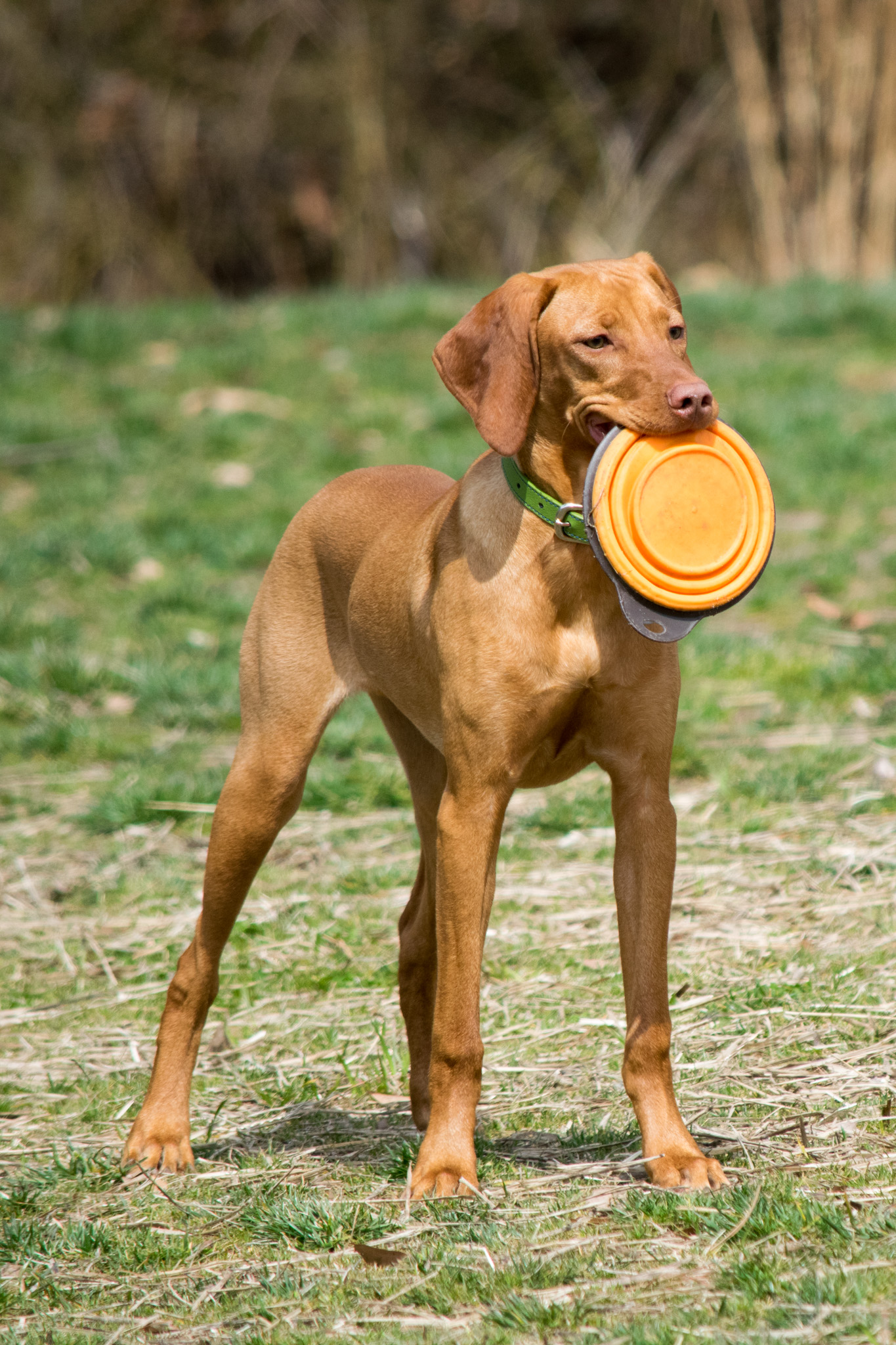
Cachorro de vizsla con un frisbee

El vizsla es un perro muy cariñoso, leal y amigable con su familia humana. Disfruta pasar tiempo en familia y es paciente y tolerante con los niños.  Es un buen perro vigía y generalmente no ladra excesivamente. Si está bien socializado es amigable con los extraños, a menos de que se sienta amenazado. No son buenos perros de perrera y prefieren estar con sus dueños. 
Son excelentes compañeros para niños, ya que son pacientes y tolerantes. Sin embargo, debido a su energía y entusiasmo, es importante supervisar las interacciones entre el perro y los niños más pequeños para evitar accidentes.
El vizsla es un perro fácil de educar, ya que es dócil y aprende rápido. Sin embargo, requiere de un adiestramiento positivo y consistente, basado en el refuerzo y el respeto. No responde bien a los métodos duros o violentos. Es un perro sensible que puede sufrir de ansiedad de separación y miedo a los ruidos fuertes.
Por su temperamento dinámico estos perros no se adaptan muy bien a la vida en departamento si eso conlleva realizar pocos paseos o no poder realizar actividades físicas. Lo mejor es que cuenten con un jardín cercado donde puedan correr libremente. Eso no elimina las necesidades de paseos, pero sí permite una mejor calidad de vida del braco húngaro.
Su temperamento es muy amigable con los suyos, pero tienden a ser muy protectores de sus territorios y sus familias. Por eso, es muy importante socializar a estos perros desde cachorros.